# روان‌پزشکی عصبی
روان‌پزشکی عصبی، عصب‌روان‌پزشکی، نوروسایْکایْتیری (به انگلیسی: Neuropsychiatry) یا روان‌پزشکی اُرگانیک (به انگلیسی:Organic Psychiatry) شاخه‌ای از پزشکی است که به مطالعه ارتباط روان‌پزشکی با عصب‌شناسی می‌پردازد. این رشته در تلاش برای درک و نسبت دادن رفتار به برهم‌کنش عوامل عصب‌شناسی و روان‌شناسی اجتماعی می‌باشد. در روان‌پزشکی عصبی، ذهن «به عنوان یک ویژگی و موجودیت برآمده از مغز» در نظر گرفته می‌شود، درحالی که در سایر تخصص‌های رفتاری و عصبی ممکن است این دو را به عنوان موجودیت‌های جداگانه در نظر بگیرند. روان‌پزشکی عصبی دیرینه‌تر از رشته‌های کنونی روان‌پزشکی و عصب‌شناسی است که پیشتر آموزش مشترکی داشتند. با این حال، این رشته‌ها بعد‌تر از هم تفکیک شده و معمولاً به‌طور جداگانه بکار گرفته می‌شوند.
امروزه، روان‌پزشکی عصبی به یک تخصص رو به رشد در روان‌پزشکی پدید آمده و از نزدیک با زمینه‌های عصب‌روان‌شناسی و عصب‌شناسی رفتاری در ارتباط می‌باشد. این رشته با درک علمی چندجانبه حاصل از این ارتباط، تلاش می‌کند برای بیماری‌هایی که در هر دو طبقه‌‌بندی اختلالات عصبی و اختلالات روانی قرار ‌‌می‌گیرند، درمان بهتری بکار گیرد. (مانند اوتیسم، اختلال کمبود توجه بیش‌فعالی و سندروم تورت)

## موضوع ادغام عصب‌شناسی و روان‌پزشکی
از  دهه گذشته، با توجه به همپوشانی قابل‌توجه بین این دو تخصص‌، علاقه و بحث‌های مربوط به روان‌پزشکی عصبی در دانشگاه‌ها افزایش یافته است. این اقدامات عمدتاً در راستای ادغام عصب‌شناسی و روان‌پزشکی، به بحث درباره تشکیل تخصصی بالاتر و فراتر از یک فوق تخصص روان‌پزشکی صورت می‌گیرد. به عنوان مثال، پروفسور جوزف بی. مارتین، عصب‌شناس و رئیس سابق دانشکده پزشکی هاروارد، برای ادغام مجدد این دو رشته به‌طور خلاصه چنین استدلال کرده است: «تفکیک این دو مقوله که اغلب تحت تاثیر باورها و نه مشاهدات علمی اثبات شده می‌باشد، خودسرانه است. این واقعیت و گزاره که مغز و ذهن یکی هستند، این تفکیک را ساختگی می‌نماید.» این نکات و برخی از دلایل عمده دیگر به تفصیل در زیر آمده است:

### یگانه‌گراییذهن و مغز
عصب‌شناسان بطور عینی بر آسیب‌شناسی دستگاه عصبی اُرگانیک به ویژه مغز تمرکز کرده‌اند، در حالی که روانپزشکان ادعای بیماری های ذهنی را مطرح کرده اند. این تمایز پادپایی بین مغز و ذهن به عنوان دو موجودیت مختلف، بسیاری از تفاوت‌های بین این دو تخصص را مشخص کرده است. با این حال، نتیجه‌گیری شده است که این تقسیم بندی ساختگی است. یافته‌های تحقیقات قرن گذشته نشان داده است که زندگی ذهنی ما ریشه در مغز ما دارد. نتیجه‌گیری شده است که مغز و ذهن موجودیت مجزا از هم نیستند، بلکه فقط روش‌های متفاوتی برای نگاه کردن به یک سیستم واحد هستند(Marr, 1982). بحث شده است که پذیرفتن این یگانه‌گرایی ذهن و مغز ممکن است به دلایل مختلفی مفید باشد. نخست، رد دوگانگی ذهن و مغز  بیانگر این است که تمام ذهن و فعالیت‌های آن در حیطه زیست‌شناسی قرار می‌گیرند و نیز چارچوب تحقیقاتی مشترکی را فراهم می‌کند که در آن درک و درمان اختلالات روانی می‌تواند بهتر پیشرفت کند. دوم، ابهام گسترده در مورد واقعی بودن یک بیماری روانی را با پیشنهاد اینکه همه اختلالات روانی باید ردپایی در مغز داشته باشند، کاهش می‌دهد.
در مجموع، علت تفکیک روان‌پزشکی و عصب‌شناسی، تمایز بین تجربه ذهن یا اول‌شخص با مغز بوده است. اما از آنجا که طرفداران یگانه‌گرایی ذهن و مغز این تفاوت را ساختگی و کاذب قلمداد می‌کنند همچنان از ادغام این دو تخصص حمایت می‌کنند.

### کثرت‌گرایی سببی
یکی از دلایل این شکاف این است که عصب‌شناسی به طور سنتی به سبب اختلالات از منظر «درون پوست» (آسیب‌شناسی عصبی، ژنتیک) نگاه می‌کند، در حالی که روانپزشکی به سبب «خارج از پوست» (شخصی، بین فردی، فرهنگی) نگاه می‌کند. نتیجه‌گیری می‌شود که این دوگانگی آموزنده نیست و نویسندگان نتیجه‌گیری کرده‌اند که بهتر است به عنوان دو انتهای یک پیوستار سببی مفهوم‌سازی شود. مزایای این حالت عبارتند از: نخست، درک حاصل از سبب‌شناسی، به ویژه بین مغز و محیط، سرشار می‌شود. یک مثال اختلال خوردن می‌باشد که مشخص شده است به سبب برخی از عوامل آسیب‌شناسی عصبی می‌باشد (Uher و Treasure, 2005)؛ اما همچنین مشخص شده است در موردی، ابتلا به این اختلال در دختران مدرسه‌‌‌ای روستایی در فیجی، به سبب قرار گرفتن در معرض تلویزیون افزایش یافته است( Becker, 2004). مثال دیگر بیماری اسکیزوفرنی می‌باشد که ممکن است خطر آن در محیط یک خانواده سالم به میزان قابل توجهی کاهش یابد (Tienari et al., 2004).
همچنین استدلال می شود که این درک تقویت شده از سبب‌شناسی از طریق درک سطوح مختلف در فرآیند سببی که در آن فرد می تواند مداخله کند، منجر به راهبردهای بهبود و توانبخشی بهتری خواهد شد. ممکن است مداخلات غیر ارگانیک، مانند درمان شناختی رفتاری (CBT)، اختلالات را به تنهایی یا همراه با داروها بهتر کاهش دهد. اینکه لیندن (2006) نشان داد چگونه روان درمانی دارای اشتراکات عصبی زیستی با دارو درمانی است، یک مثال مناسب از این موضوع بوده و نیز از دیدگاه بیمار دلگرم کننده می‌باشد؛ زیرا احتمال عوارض جانبی مخرب کاهش می یابد در حالی که خودکارآمدی افزایش می یابد.
در مجموع، بحث این است که درک اختلالات روانی نه تنها باید دانش خاصی از لحاظ اجزای مغز و ژنتیک (داخل پوست) داشته باشد، بلکه باید دانش خاصی از لحاظ محیط (خارج از پوست) نیز که در آن این بخش‌ها کار می‌کنند داشته باشد (کُخ و لوران، 1999). استدلال می‌شود که تنها با پیوند حاصل از به‌هم پیوستن عصب‌شناسی و روان‌پزشکی می‌توان برای کاهش رنج انسان استفاده کرد.

### زمینه ارگانیک
برای ترسیم بیشتر تاریخچه روانپزشکی، انحراف از آسیب شناسی عصبی ساختاری، با تکیه بیشتر بر ایدئولوژی نشان می دهد (سبشین، 1990). یک مثال خوب از این سندرم تورت است که فرنسی (1921)، اگرچه هرگز بیمار مبتلا به سندرم تورت را ندیده بود، بیان کرد که بیان نمادین خودارضایی ناشی از سرکوب جنسی است. با این حال، با شروع اثربخشی داروهای اعصاب در کاهش علائم (شاپیرو، شاپیرو و وین، 1973)، این سندرم حمایت پاتوفیزیولوژیکی را به دست آورده است (به عنوان مثال سینگر، 1997) و بر اساس وراثت پذیری بالای آن، فرضیه ژنتیکی نیز دارد (رابرتسون). ، 2000). این روند را می توان برای بسیاری از اختلالات روانپزشکی که تا به حال به طور سنتی مرسوم بود مشاهده کرد و استدلال می شود که از اتحاد مجدد حمایت می کند. عصب شناسی و روانپزشکی زیرا هر دو با اختلالات یک سیستم سروکار دارند.

### بهینگی مراقبت از بیمار
علاوه بر این، چنین نتیجه‌گیری می‌شود که این ادغام اجازه می‌دهد تا یک بیماری‌شناسی دقیق‌تر از بیماری‌های روانی پدیدار شود، بنابراین به بهینگی استراتژی‌های بهبودی و توانبخشی فراتر از استراتژی‌های فعلی کمک کرده طیف وسیعی از علائم را در کنار هم قرار می‌دهند. با این حال، هر دو راه را کوتاه می‌کند: اختلالات عصبی به طور سنتی، مانند بیماری پارکینسون، به دلیل بروز بالای علائم روان‌پزشکی سنتی مانند روان‌پریشی و افسردگی شناخته می‌شوند(لرنر و وایت هاوس، 2002) که می‌توان این علائم روانپزشکی را که عمدتاً در عصب‌شناسی نادیده گرفته می‌شوند، به‌وسیله روان‌پزشکی عصبی جزو علائم قابل توجه قلمداد کرده و منجر به بهبود مراقبت از بیمار شد. در مجموع، چنین نتیجه‌گیری می‌شود که بیماران از هر دو بخش روان‌پزشکی سنتی و عصب‌شناسی شاهد بهینگی مراقبت‌های خود پس از ادغام مجدد این دو تخصص خواهند بود.

### مدل بهتر مدیریتی
شیفر و همکاران(2004) چنین نتیجه‌گیری می‌کنند که دلایل مدیریتی و مالی خوبی برای نزدیکی وجود دارد.

## موسسات ایالات متحده
بورسیه‌های «عصب‌شناسی رفتاری و روان‌پزشکی» توسط «شورای متحد فوق تخصص‌های مغز و اعصاب» (UCNS؛ www.ucns.org )، به شیوه‌ای مشابه با اعتبار رزیدنتی‌های روان‌پزشکی و اعصاب در ایالات متحده توسط هیئت آمریکایی روان‌پزشکی و اعصاب تأیید شده‌اند. (ABPN).
انجمن اعصاب و روان آمریکا (ANPA) در سال 1988 تأسیس شد و انجمن فوق تخصص پزشکی آمریکا برای متخصصان اعصاب است. ANPA یک نشست سالانه برگزار می‌کند و انجمن‌های دیگری را برای آموزش و شبکه‌سازی حرفه‌ای در میان متخصصان فوق تخصص مغز و اعصاب رفتاری و روان‌پزشکی عصبی و همچنین پزشکان، دانشمندان و مربیان در زمینه‌های مرتبط ارائه می‌دهد. American Psychiatric Publishing, Inc. مجله معتبر Neuropsychiatry and Clinical Neurosciences را منتشر می کند که مجله رسمی ANPA است.

## سازمان‌های بین المللی
انجمن بین المللی روان‌پزشکی عصبی در سال 1996 تأسیس شد.  INA کنگره‌هایی را هر دو سال یک بار در کشورهای سراسر جهان برگزار می‌کند و با انجمن‌های روان‌پزشکی عصبی منطقه‌ای در سراسر جهان برای حمایت از کنفرانس‌های روان‌پزشکی عصبی منطقه‌ای و تسهیل توسعه روانپ‌زشکی عصبی در کشورها/مناطق محل برگزاری این کنفرانس‌ها شریک می‌شود. برگزار می‌شود. پروفسور رابرت هایم بلمیکر رئیس فعلی سازمان است، در حالی که پروفسور اناپادام اس کریشنامورتی به عنوان رئیس جمهور منتخب با دکتر گیلبرت بروفمن به عنوان وزیر خزانه‌داری خدمت می کند. 
انجمن روان‌پزشکی عصبی بریتانیا (BNPA) در سال 1987 تأسیس شد و بدنه آکادمیک و حرفه‌ای پیشرو برای پزشکان و متخصصان وابسته به پزشکی در بریتانیا است که در رابط علوم اعصاب بالینی و شناختی و روان‌پزشکی کار می‌کنند.
اخیراً یک انجمن حرفه‌ای غیرانتفاعی جدید به نام انجمن روانپزشکی عصبی (NPF) تأسیس شده است. هدف NPF حمایت از ارتباطات موثر و همکاری میان رشته‌ای، توسعه طرح‌های آموزشی و پروژه‌های تحقیقاتی، سازماندهی کنفرانس‌ها و سمینارهای روانپزشکی عصبی است.

## جُستارهای وابسته
- عصب‌شناسی
- نوروژنتیک
- عصب‌روان‌شناسی
- عصب‌روان‌شناسی شناختی
- روان‌پزشکی
- علوم اعصاب
- عصب‌شناسی رفتاری
- سایکونوروایمنولوژی

### ژورنال‌های علمی انگلیسی زبان
- ژورنال عصب روان‌پزشکی و علوم اعصاب بالینی
- بیماریهای عصبی روان‌پزشکی و درمان
- روان‌پزشکی بالینی: ژورنال ارزیابی درمان
- روان‌پزشکی شناختی